# Spoorlijn Nijmegen - Kleef

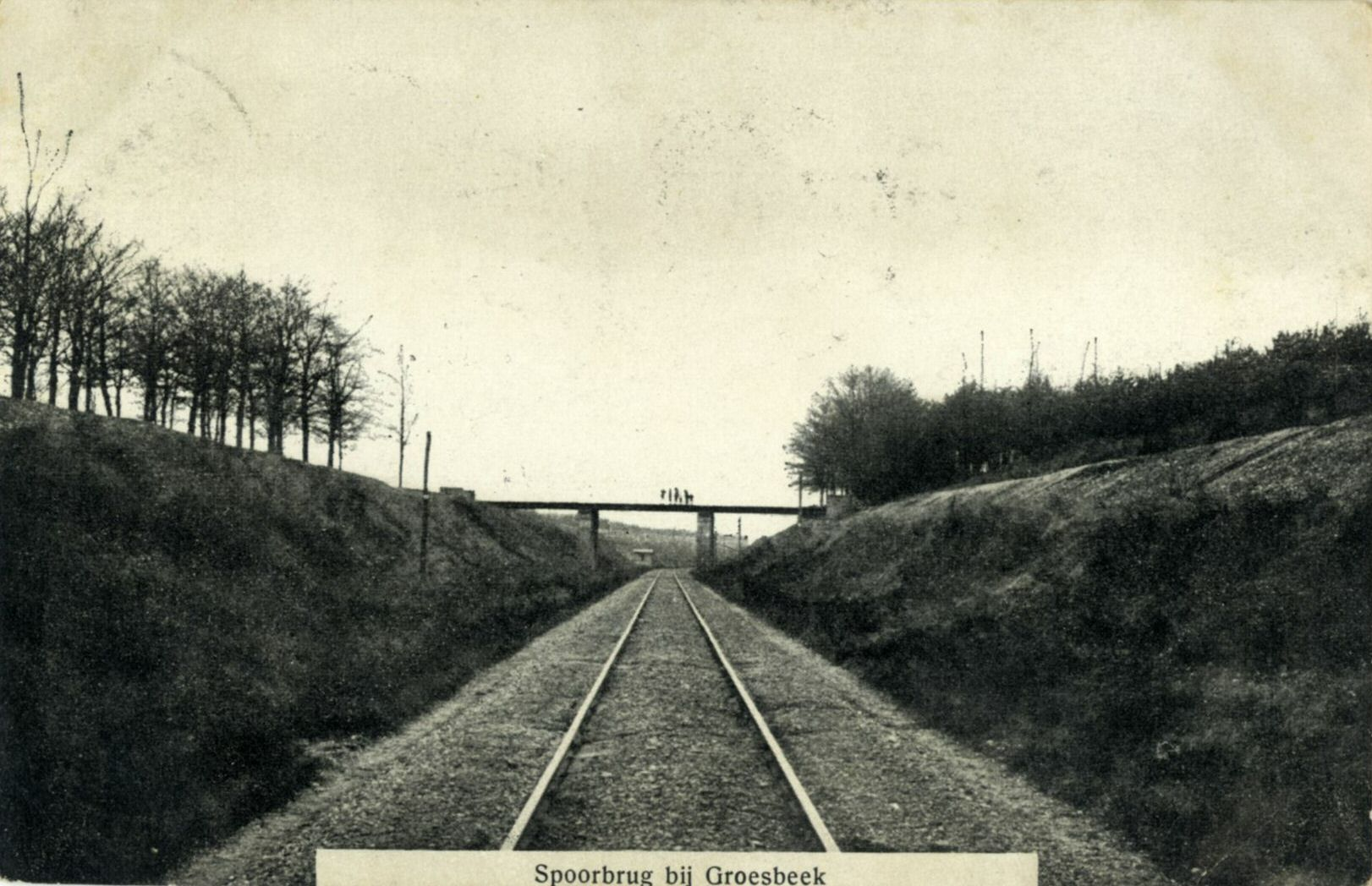
De spoorlijn nabij Groesbeek tussen 1904 en 1909.

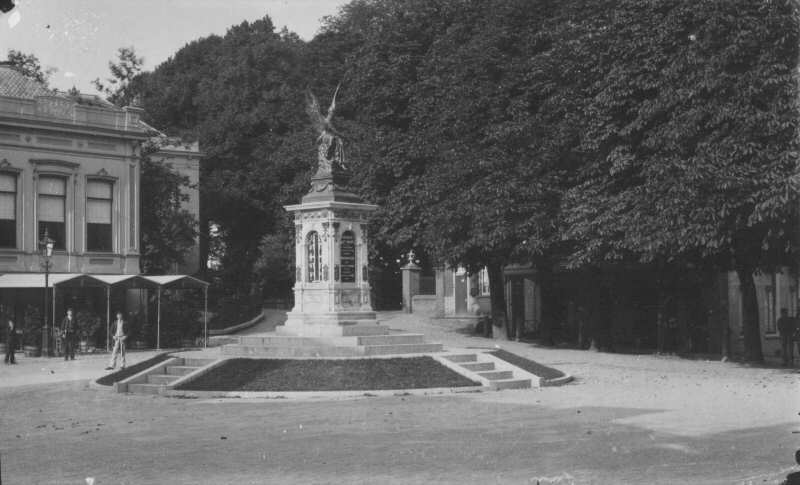
Foto uit 1890 van het monument ter ere van de totstandkoming van de spoorlijn.

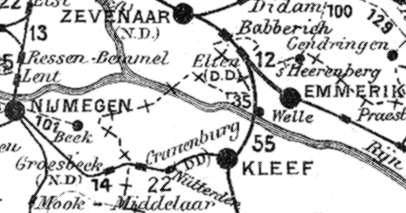
Detail van een spoorwegkaart uit 1904, met daarop de spoorlijn Nijmegen – Kleef.

De Spoorlijn Nijmegen – Kleve was de eerste spoorverbinding met Nijmegen. De spoorlijn, die op 8 augustus 1865 werd geopend, verbond Nijmegen via Groesbeek en Kranenburg met de Duitse stad Kleef. Vanuit Kleef kon verder worden doorgereisd in Duitsland. Het Duitse deel was als spoorlijn 2610 onder beheer van DB Netze.
De lijn is op 2 juni 1991 gesloten, maar is sinds 27 april 2008 deels in gebruik als toeristische attractie met draisines (spoorfietsen), de 'Grenzland Draisine'. Naast de spoorlijn ligt sinds 2019 de fietssnelweg 'Europa-Radbahn'.

## Historie
Nadat in de tweede helft van de 19e eeuw steeds meer steden op het spoorwegnet werden aangesloten, wilde ook Nijmegen een spoorverbinding. Aangezien Nijmegen nog steeds de status van vestingstad had en wegens een politieke beslissing, kwam deze verbinding er niet. De Nijmeegse burgerij begon in 1860 een lobby (Nijmeegsch Spoorwegcomité) en richtte in 1863 de Nijmeegsche Spoorwegmaatschappij (NSM) op. Dit resulteerde in de opening van de spoorlijn Nijmegen – Kleef in 1865, waardoor Nijmegen eerder op het Duitse spoorwegnet werd aangesloten dan op het Nederlandse net.
Het Spoorwegmonument dat ter ere van de totstandkoming van de spoorlijn in 1884 op het Nijmeegse Valkhof is geplaatst, bevat een inscriptie met de volgende tekst:
EENDRACHT
MAAKT MACHT
TER HERINNERING
AAN DEN BOUW VAN DEN
SPOORWEG
NIJMEGEN – CLEVE
DOOR
NIJMEEG'S BURGERIJ
GEOPEND
8 AUGUSTUS 1865
Het zou tot 1879 duren voordat Nijmegen op het nationale spoorwegnet werd aangesloten.

## Exploitatie
In eerste instantie was de exploitatie in handen van de Rheinische Eisenbahn-Gesellschaft (REG).
Kleef had al een (eveneens door de REG geëxploiteerde) spoorverbinding met Krefeld en Keulen. Aan deze lijn ligt het destijds populaire bedevaartsoord Kevelaer, wat in de begintijd van deze spoorlijn veel reizigers opleverde.
In 1886 werd de exploitatie overgenomen, eerst door de Pruisische Staatsspoorwegen, een paar maanden later nam de NSM de exploitatie tijdelijk in eigen handen om ten slotte per 1 juli van hetzelfde jaar door de HIJSM te worden overgenomen. De lijn werd hiermee opgenomen in de HIJSM-verbinding Amsterdam – Köln Hbf (via Amersfoort, Kesteren en Nijmegen – Kleef). In 1911 werd de lijn zelfs dubbelsporig.

## Stations en gebouwen
Overzicht van stations langs de lijn (cursief: voormalig station):
| Station          | Geopend | Huidig gebouw                                                                    |
| ---------------- | ------- | -------------------------------------------------------------------------------- |
| Nijmegen         | 1879    | 1954, NS, 3e gebouw, uniek ontwerp van Van Ravesteyn                             |
| Nijmegen         | 1865    | geen, station gesloten in 1879                                                   |
| 't Heilig Land   | 1918    | geen, station gesloten in 1925                                                   |
| Groesbeek        | 1865    | geen, gebouw gesloopt in 1938, station gesloten in 1934 (tijdelijk open in 1940) |
| Kranenburg       | 1905    | 1911, in gebruik als restaurant, station gesloten in 1991                        |
| Frasselt         | 1952    | geen, station gesloten in 1978                                                   |
| Nütterden        | 1870    | geen, station gesloten in 1978                                                   |
| Donsbrüggen      | 1897    | geen, station gesloten in de jaren 60                                            |
| Cleve Tiergarten | 1909    | geen, station gesloten tijdens de Eerste Wereldoorlog                            |
| Kleve            | 1863    | bouwjaar onbekend                                                                |

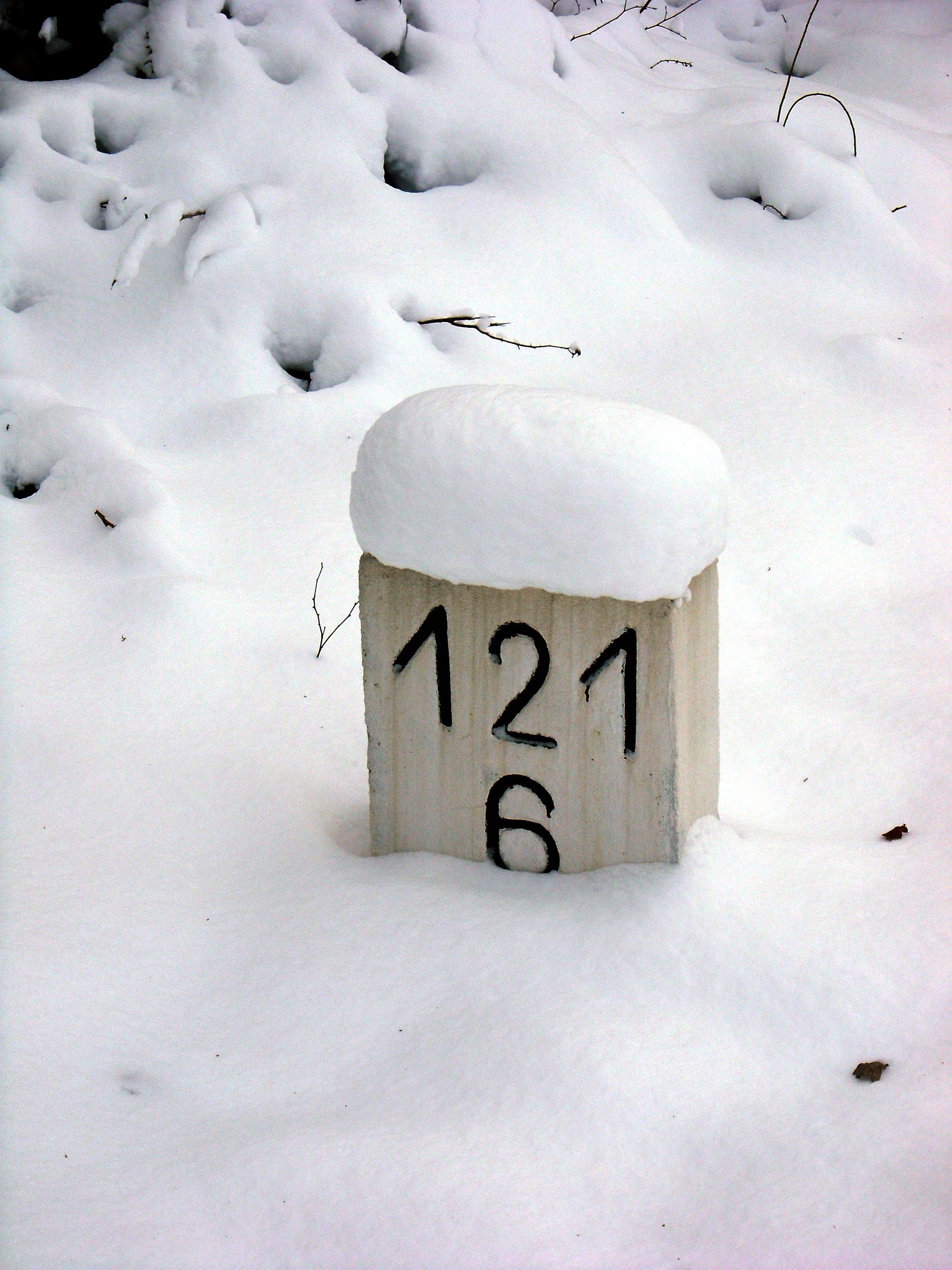
Kranenburg - Kleef, ter hoogte van Donsbrüggen. Kilometer 121,6

Station Nijmegen lag initieel ter hoogte van waar nu concertgebouw De Vereeniging staat. Na de opening van de lijn naar Arnhem heeft de lijn vanaf de d'Almarasweg een zuidelijker tracé gekregen via de huidige "spoorkuil" naar een nieuw centraal station op de huidige locatie.
Station Kleve was al eerder geopend aan de lijn naar Keulen.
De halte Cleve Tiergarten is in 1909 geopend, ter gelegenheid van een bezoek van keizer Wilhelm II aan Kleef. De keizer vond het namelijk te min om midden in de stad uit te stappen, dus werd speciaal voor hem een halte aangelegd. Deze halte verdween tijdens de Eerste Wereldoorlog.
N.B.: De spoorlijn moet niet verward worden met de tram die van 1911 tot 1960 tussen Kleef en de grens (bij Beek) reed, voor een groot deel min of meer parallel aan het spoor.

## Sluiting spoorlijn

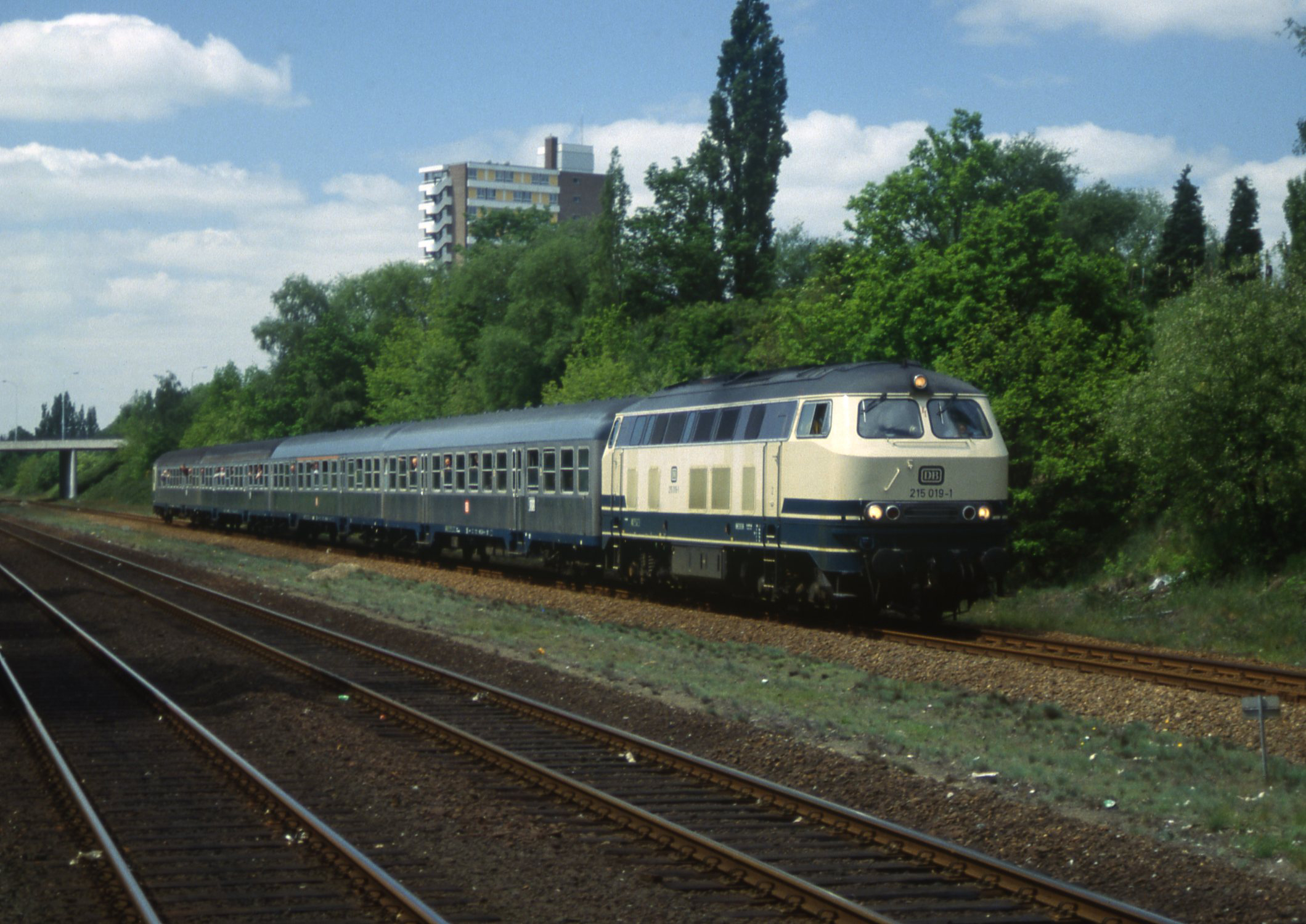
Duitse trein met extra rijtuigen in Heyendaal een dag voor de opheffing.

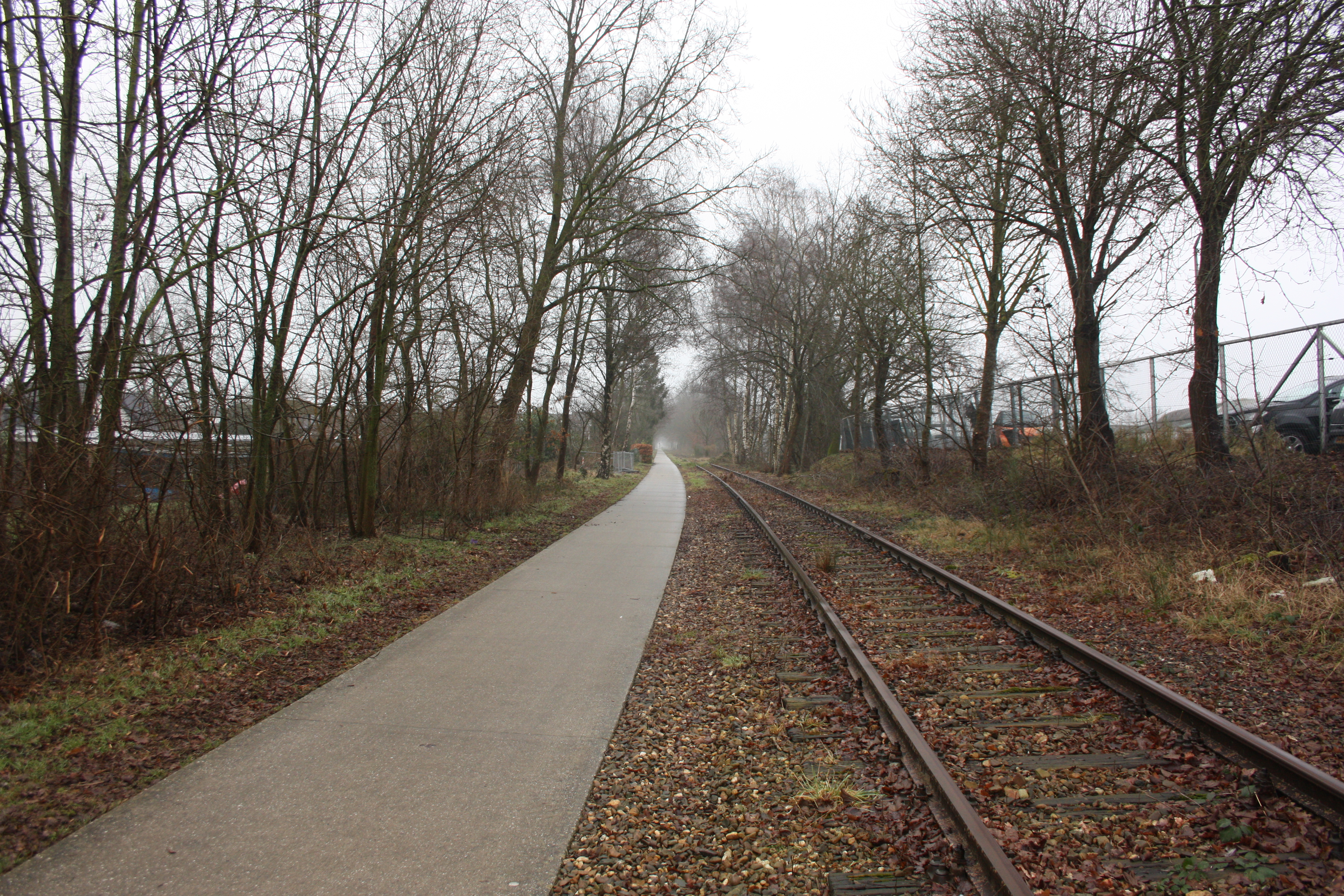
Het spoor is grotendeels blijven liggen, zoals hier in Groesbeek.

Na de Tweede Wereldoorlog trad het verval in. Station Groesbeek was in 1934 al gesloten, Donsbrüggen volgde in de jaren '60 en voor de haltes Frasselt en Nütterden viel eind jaren '70 het doek. De in de oorlog vernielde spoorbrug bij Rhenen werd niet hersteld, zodat bijna alle internationale treinen van Amsterdam naar Keulen voortaan via Utrecht en Arnhem reden. In 1961 werd het tweede spoor opgebroken en was de lijn weer enkelsporig.
In 1988 reed de laatste D-trein over deze spoorlijn. Vanaf dat jaar reden alleen nog enkele lokale treinen, doorgaans niet langer dan één stuurstandrijtuig, met een Duitse diesellocomotief. Nadat het reizigersvervoer op de lijn al decennia eigenlijk niets meer voorstelde (op een dienstregeling uit 1969 is te zien dat er toen nog maar vijf treinen per richting per dag reden, eenmaal per twee uur), is de lijn op 2 juni 1991 gesloten voor reizigersvervoer.
In 1999 is de lijn tot aan Kleef geheel in onbruik geraakt. De rails zijn over het gehele traject intact gebleven, met uitzondering van het laatste stuk in Kleef, waar in 2003 een parkeerplaats is aangelegd, en de weg naar Emmerik overheen is gelegd (die eerder als brug over het spoor liep) en het stuk in Nijmegen waar de rails van station Nijmegen tot voorbij station Nijmegen Heyendaal verwijderd zijn (tot onder het viaduct Heyendaalseweg) voor het verlengen van de busbaan naar Heijendaal. Vlak achter de afsplitsing van de Maaslijn is een sprinkhanenreservaat ingericht. In het stationsgebouw van Kranenburg ten slotte is Cafehaus-Niederrhein gevestigd "met uitzicht over het overwoekerde spoor". Een aantal seinpalen aan de opgeheven spoorlijn (op Nederlands grondgebied), heeft nog tot omstreeks 2008 gewerkt.

## Opening snelfietsroute
Tussen de overweg bij de Biesseltebaan in Groesbeek en het Spoykanaal in Kleef is sinds 2019 een snelfietsroute naast de spoorbaan beschikbaar, de Europa-Radbahn.

## Reactivering

### Lightrail
Er zijn plannen gemaakt om de lijn te reactiveren met een lightrailverbinding naar Kleef en verder. Met name de SP-fractie van de Provinciale Staten in Gelderland en de Vereniging voor Innovatief Euregionaal (rail-)Vervoer (VIEV) ijveren voor de hernieuwde indienststelling van de lijn. Er is gesproken van een verbinding met Airport Weeze (het voormalige vliegveld Niederrhein). In Groesbeek en Ubbergen is verzet tegen reactivering. De burgemeester van de toenmalige gemeente Ubbergen, Paul Wilbers, vreesde voor de teloorgang van het busvervoer in de regio, als de lijn wordt gereactiveerd. De CDA-fractie van de gemeente Groesbeek vreesde voor geluidsoverlast, als er naast lightrail ook goederentreinen gaan rijden. Elke gemeente streeft zijn eigen belangen na: Nijmegen dat economisch aansluiting zoekt met het Ruhrgebied, tegenover Groesbeek dat plannen heeft voor woningbouw en recreatie rond het spoortracé.
Op 2 februari 2005 werd door de gemeenteraad van Nijmegen een motie aangenomen ("Blij dat ik rij met de trein naar Kleef"), waarbij gevraagd wordt om de reactivering van de lijn naar Kleef en Düsseldorf te onderzoeken. Het Nijmeegse College van burgemeester en wethouders heeft dit onderzoek uit laten voeren, waaruit naar voren kwam dat met name in Duitsland onvoldoende draagvlak bestaat voor reactivering. Er is door de Stadsregio Arnhem Nijmegen (KAN) besloten om de reactivering van de spoorlijn te verplaatsen naar de planning voor 2020, prioriteit wordt gegeven aan het aanpakken van verkeersknelpunten binnen de eigen regio. Daarnaast is besloten dat de Stadsregio in 2007 een onderzoek zal uitvoeren naar de condities waaronder een reactivering van de lijn als verbinding voor personenvervoer mogelijk is.

### Grenzland Draisine
De spoorlijn wordt sinds april 2008 bereden als toeristische attractie met draisines, een spoorfiets, die 10 tot 12 personen kunnen vervoeren. De draisines rijden vanaf Groesbeek richting Duitsland (Kranenburg en Kleve). Nijmegen als vertrekpunt is niet mogelijk, omdat de spoorlijn hier parallel loopt aan de spoorlijn naar Venlo, en een deel tot Nijmegen Heyendaal is opgebroken en ingericht als busbaan. Vanwege de veiligheid kan er niet met draisines worden gereden op een baan waarlangs op enkele meters afstand treinen rijden.
De provincie Gelderland en de Duitse deelstaat Nordrhein-Westfalen hebben elk een half miljoen euro subsidie verstrekt, terwijl het resterende bedrag van de totale kosten van € 1,8 miljoen door de betrokken gemeenten aan beide zijden van de grens is opgebracht. Op deze manier blijft de infrastructuur in ieder geval behouden.

### Haalbaarheidsstudie
Op 14 mei 2009 besloot de Stadsregioraad samen met ProRail te participeren in het EU-project Sintropher met een haalbaarheidsstudie. In de studie werd onderzocht of een OV-verbinding tussen Nijmegen, Kleve en vliegveld Weeze haalbaar is en welke OV-variant hier het beste bij past. Kansrijke richtingen werden nader uitgediept. Zo denkt men bijvoorbeeld aan een lightrailverbinding van Nijmegen naar Kleve die verder moet rijden naar Düsseldorf of een TramTrein-concept dat vanaf vliegveld Weeze via Kleve doorrijdt en aansluit op een mogelijk toekomstig tramlijnnet van Nijmegen. Het onderzoek werd in 2009 gestart en in het najaar van 2010 afgerond.

### Kleve ondersteunt reactivering
Op 7 juli 2010 heeft ook de gemeenteraad van Kleve zich unaniem uitgesproken voor reactivering van de railverbinding naar Nijmegen: Der Rat der Stadt Kleve beschließt einstimmig, dem Antrag der Fraktion Bündnis 90/ DIE GRÜNEN zu folgen und folgende Resolution auszusprechen: "Der Rat der Stadt Kleve befürwortet eine Reaktivierung der Schienenverbindung von Kleve nach Nijmegen als Bestandteil des öffentlichen, euregionalen Personennahverkehrs." (De gemeenteraad van Kleve besloot unaniem om de motie van Alliance 90 / THE GREENS te volgen en de volgende resolutie te geven: "De gemeenteraad van Kleve pleit voor een reactivering van de spoorverbinding van Kleve naar Nijmegen als onderdeel van het openbare, Euregionale lokale openbaar vervoer). Daarmee volgt Kleve de gemeenteraden van Nijmegen en Kranenburg die zich al eerder hiervoor uitspraken.

### Tram of trein?
In 2011 publiceerde het Europese Sintropher-project het onderzoeksrapporten over de spoorverbinding Nijmegen – Kleve – Weeze. In het rapport zijn drie opties onderzocht. De eerste optie is een tram, de tweede optie is een tramtrein, de derde optie een lightrailverbinding met een regionale trein. Er is ook onderzocht of het mogelijk is om het tracé te verlengen met een verbinding tot Airport Weeze. De uitkomsten van de studie worden van groot belang geacht voor de (Eu)regio.